# Janusz Różański (samorządowiec)
Janusz Różański (ur. 28 października 1949 w Wałczu) – polski samorządowiec i ekonomista, starosta powiatu wałeckiego (w latach 2000–2006). Był także przewodniczącym Miejskiej Rady Narodowej, a następnie przewodniczącym rady miasta w Wałczu.  
Jest przewodniczącym struktur powiatowych Lewicy w Wałczu.  

## Życiorys
Z wykształcenia jest ekonomistą, posiada tytuł magistra. W latach 70. był dyrektorem Zakładu Gospodarczego w Wałczu.

### Kariera polityczna
Na początku lat 70. został członkiem Polskiej Zjednoczonej Partii Robotniczej. W 1978 roku został radnym Wałcza. W radzie miasta został wybrany wiceprzewodniczącym Komisji Budżetu, którym pozostał do 1984 roku. Następnie do 1989 roku dwukrotnie pełnił funkcję przewodniczącego Miejskiej Rady Narodowej. W 1994 roku po raz trzeci został wybrany przewodniczącym rady miasta.
W wyborach samorządowych w 1998 roku został wybrany radnym powiatu wałeckiego. Niespełna dwa lata po wyborach został wybrany starostą, zastępując Henryka Wojtasika. W 2000 został wybrany przewodniczącym struktur powiatowych Sojuszu Lewicy Demokratycznej. W wyborach samorządowych w 2002 roku uzyskał reelekcję kandydując w okręgu 1 z list Sojuszu Lewicy Demokratycznej - Unii Pracy. Uzyskał 1377 głosów (15,98%). Po wyborach utrzymał mandat starosty. W styczniu 2003 roku został wybrany wiceprzewodniczącym Konwentu Starostów Województwa Zachodniopomorskiego. Został także członkiem rady wojewódzkiej SLD.
W październiku 2005 roku wraz ze starostami polickim Henrykiem Ćwiaczem, drawskim Stanisławem Cybulą oraz goleniowskim Jerzym Jabłońskim był uczestnikiem skandalu związanego ze spożywaniem alkoholu podczas wycieczki do Parlamentu Europejskiego zorganizowanej przez europosła Bogusława Liberadzkiego. Jeden z dziennikarzy biorących udział w wycieczce relacjonował, że starostowie zachowywali się wulgarnie oraz agresywnie, zaczepiając współpasażerów (wśród uczestników wycieczki byli m.in. licealiści). W wyniku tej afery zrezygnował z funkcji wiceprzewodniczącego Konwentu Starostów. Czterech radnych powiatu złożyło także bezskuteczny wniosek o jego odwołanie z funkcji starosty.
W wyborach samorządowych w 2006 roku ponownie został radnym powiatu wałeckiego z wynikiem 1085 głosów (11,46%). 27 listopada tego samego roku na funkcji starosty zastąpił go Bogdan Wankiewicz, a on sam powrócił do pracy w Zakładzie Usług Komunalnych w Wałczu. W grudniu 2008 roku założył stowarzyszenie Wspólny Wałcz. W wyborach w 2010 roku kandydując z ramienia KWW Wspólny Wałcz ponownie uzyskał mandat radnego z wynikiem 969 głosów. W 2014 roku uzyskał reelekcję z wynikiem 447 głosów. Mandat utrzymał również w wyborach w 2018 roku, w których uzyskał 571 głosów. W 2021 roku został przewodniczącym struktur powiatowych Lewicy w Wałczu.

## Odznaczenia i wyróżnienia
- Krzyż Kawalerski Orderu Odrodzenia Polski (2002)[18][3]